# Лебедев, Игорь Владимирович (политик)
И́горь Влади́мирович Ле́бедев (фамилия при рождении — Жирино́вский; род. 27 сентября 1972, Москва, РСФСР, СССР) — российский политический деятель.
Заместитель председателя Государственной думы Федерального собрания Российской Федерации VI и VII созывов (21 декабря 2011 — 12 октября 2021). Депутат Государственной думы Федерального собрания Российской Федерации (18 января 2000 — 12 октября 2021).
Старший сын Владимира Жириновского (1946—2022). Родители специально изменили ему фамилию на фамилию матери, чтобы фамилия известного отца не мешала самостоятельной жизни сына. Член исполкома Российского футбольного союза с сентября 2015 года.
Находится под персональными международными санкциями 27 стран ЕС, Великобритании, Канады и других государств.

## Образование и учёные степени
Окончил Московскую государственную юридическую академию в 1996 году. Кандидат социологических наук.
Доктор исторических наук. Тема диссертации — «Эволюция идеологических основ и стратегии политических партий Российской Федерации в 1992—2003 гг.». В феврале 2013 года сообщество «Диссернет» обнаружило в докторской диссертации Лебедева значительные некорректные заимствования, в том числе с кандидатской диссертации 2005 года Корнева Михаила Олеговича.

## Биография
В 1994—1997 годах — помощник депутата Государственной думы Федерального собрания Российской Федерации.
В 1997—1998 годах — специалист-эксперт аппарата фракции ЛДПР в Государственной думе Федерального собрания Российской Федерации.
В 1998 году — советник Министра труда и социального развития Российской Федерации.
В 1999 году избран в Государственную думу Федерального собрания Российской Федерации третьего созыва по федеральному списку Блока Жириновского, был руководителем фракции ЛДПР, членом Комитета по информационной политике, членом Счётной комиссии Государственной думы.
7 декабря 2003 года был избран депутатом Государственной думы Федерального собрания Российской Федерации четвёртого созыва по федеральному списку избирательного объединения Либерально-демократическая партия России, был руководителем фракции ЛДПР, членом Комитета по информационной политике, членом Комиссии по вопросам практики применения избирательного законодательства Российской Федерации.
2 декабря 2007 года избран депутатом Государственной думы Федерального собрания Российской Федерации пятого созыва в составе федерального списка кандидатов, выдвинутого Политической партией «Либерально-демократическая партия России», был руководителем фракции ЛДПР и членом Комитета по конституционному законодательству и государственному строительству.
4 декабря 2011 года избран депутатом Государственной думы Федерального собрания РФ шестого созыва в составе федерального списка кандидатов, выдвинутого Политической партией «Либерально-демократическая партия России».
21 декабря 2011 года избран заместителем председателя Государственной думы Федерального собрания Российской Федерации шестого созыва, член фракции «ЛДПР», член Комитета ГД по конституционному законодательству и государственному строительству.
В сентябре 2012 года был выдвинут федерацией футбола Смоленской области кандидатом на выборах президента РФС. В первом туре набрал 9 голосов.
Возглавлял молодёжную организацию ЛДПР и Центр молодёжных инициатив. Председатель Высшего Совета ЛДПР.
В марте 2016 года Владимир Жириновский назвал Лебедева одним из возможных кандидатов в президенты России от ЛДПР на выборах 2018 года.
В сентябре 2016 года избран депутатом Государственной думы Федерального собрания РФ седьмого созыва от партии ЛДПР.
В выборах в Госдуму VIII созыва в сентябре 2021 года не принимал участия. Сообщил, что приостанавливает свою политическую деятельность.
В мае 2022 года появилась информация, что в июле 2021 года Игорь Лебедев сменил ФИО на Давид Александрович Гарсия.

## Международные санкции
Включён Европейским Союзом в санкционный «Чёрный список ЕС» 12 сентября 2014 года как заместитель председателя Государственной Думы, проголосовавший 20 марта 2014 года за проект федерального конституционного закона «О принятии Республики Крым в состав Российской Федерации и образовании в составе Российской Федерации новых субъектов федерации — Республики Крым и города федерального значения Севастополя». 19 декабря 2014 года включён в санкционный список Канады.
С 26 сентября 2022 года находится под санкциями Великобритании. С 16 марта 2022 года находится под санкциями Швейцарии. Указом президента Украины Петра Порошенко от 21 июня 2018 года находится под санкциями Украины.

## Скандалы и критика
В феврале 2013 года появилась информация журналиста Сергея Пархоменко от блогеров о том, что диссертация Лебедева «Эволюция идеологических основ и стратегии политических партий Российской Федерации в 1992—2003 гг.», защищённая в 2006 году, является плагиатом кандидатской диссертации 2005 года «Доминирующие факторы партийного строительства в современной России» Корнева Михаила Олеговича.
В феврале 2014 года Алексей Навальный опубликовал информацию о наличии у Игоря Лебедева в Дубае незадекларированного двухэтажного пентхауса площадью 442 квадратных метра с 7 туалетами. Сам Лебедев на вопрос корреспондента издания «Лента.ру» ответил: «Считаю ниже своего достоинства как-то ещё комментировать блог осужденного за мошенничество Навального».
В ноябре 2018 года, во время так называемой «региональной недели», когда депутаты едут в регионы и встречаются со своими избирателями, Лебедев уехал на отдых в Майами (США). Красочные фотографии с отдыха разместил в Facebook. В ответ на критику депутат заявил: «Майами как избирательный округ прикреплен к одному из округов депутатов нашей фракции» и удалил страницу в социальной сети.
В 2020 году депутат Лебедев на протяжении весенней сессии пропустил 95,35 процента голосований в Госдуме и занял первое место среди прогульщиков.

## Семья
Женат на Людмиле Николаевне Лебедевой (род. 1975), имеет сыновей-близнецов Александра и Сергея (род. 1998). Учатся в Швейцарии.
3 апреля 2018 — родился третий сын.
По информации издания Baza с августа 2016 по март 2019 года Игорь Лебедев был женат на бывшей баскетболистке Надежде Гришаевой, от которой имеет сына и дочь.

## Награды
- Орден Почёта (5 августа 2011 года) — за активное участие в законотворческой деятельности и многолетнюю добросовестную работу[28]
- Орден Дружбы (12 июня 2013 года) — за большой вклад в развитие российского парламентаризма и активную законотворческую деятельность[29]
- Медаль ордена «За заслуги перед Отечеством» II степени (25 июля 2006 года) — за активное участие в законотворческой деятельности и многолетнюю добросовестную работу[30]
- Почётная грамота Президента Российской Федерации (21 октября 2009 года) — за плодотворную законотворческую и общественную деятельность[31]
- Благодарность Президента Российской Федерации (7 февраля 2002 года) — за плодотворную законотворческую деятельность и активное участие в разработке проекта федерального бюджета на 2002 год[32]
- Почётная грамота правительства Российской Федерации (4 декабря 2008 года) — за заслуги в законотворческой деятельности, развитии парламентаризма и в связи с 15-летием принятия Конституции Российской Федерации[33]
- Благодарность Правительства Российской Федерации (16 декабря 2019 года) — за большой вклад в развитие российского парламентаризма и активную законотворческую деятельность[34]
- Почётная грамота Совета Федерации Федерального собрания Российской Федерации

Является болельщиком московского футбольного клуба «Локомотив».